# Garcinia nujiangensis
Garcinia nujiangensis är en tvåhjärtbladig växtart som beskrevs av Cheng Yih Wu och Y.H. Li. Garcinia nujiangensis ingår i släktet Garcinia och familjen Clusiaceae. Inga underarter finns listade i Catalogue of Life.